# Uze
Die Uze ist ein rechter Nebenfluss der Thur im Schweizer Kanton St. Gallen. Sie entwässert einen rund 13 Quadratkilometer grossen Abschnitt des Toggenburgs, wobei sie Oberuzwil sowie Uzwil durchfliesst und bei Niederuzwil 120 Meter flussaufwärts der Glattmündung in die Thur mündet.
Die Uze ist regelmässig Schauplatz von Überschwemmungen in Uzwil und Niederuzwil, die grössten davon fallen in die Jahre 1664, 1778, 1876 und 1938. Die letzte grössere Überschwemmung fand im Jahr 1970 statt.
Der höchste Abfluss im Zeitraum der Messungen von 1987 bis 2015 wurde am 13. Juni 1999 sowie am 8. August 2007 mit jeweils 19 m³/s erreicht.
Seit den 1980er Jahren plante die Gemeinde Uzwil den Uze-Entlastungsstollen, eine Sicherung gegen Hochwasser. Realisiert wurde er 2006 bis 2008. Damit sollen die kritischen, weil kanalisierten, Abschnitte entschärft werden. Als besonders kritisch gilt der überdeckte Bereich auf dem Gebiet der Bühler AG. So soll ein hundertjährliches Hochwasser abgewehrt werden können. Der Stollen beginnt oberhalb der kanalisierten Abschnitte, der Ablauf führt in die Glatt beim Buchental in Oberbüren. Ein Projekt, welches das Hochwasser des Hummelbachs direkt in den Entlastungsstollen und somit zur Glatt (statt durch das Schwimmbad Niederuzwil zur Uze) führen kann, wurde zeitgleich realisiert.

## Verlauf
Kilometrierung ab Mündung Thur:

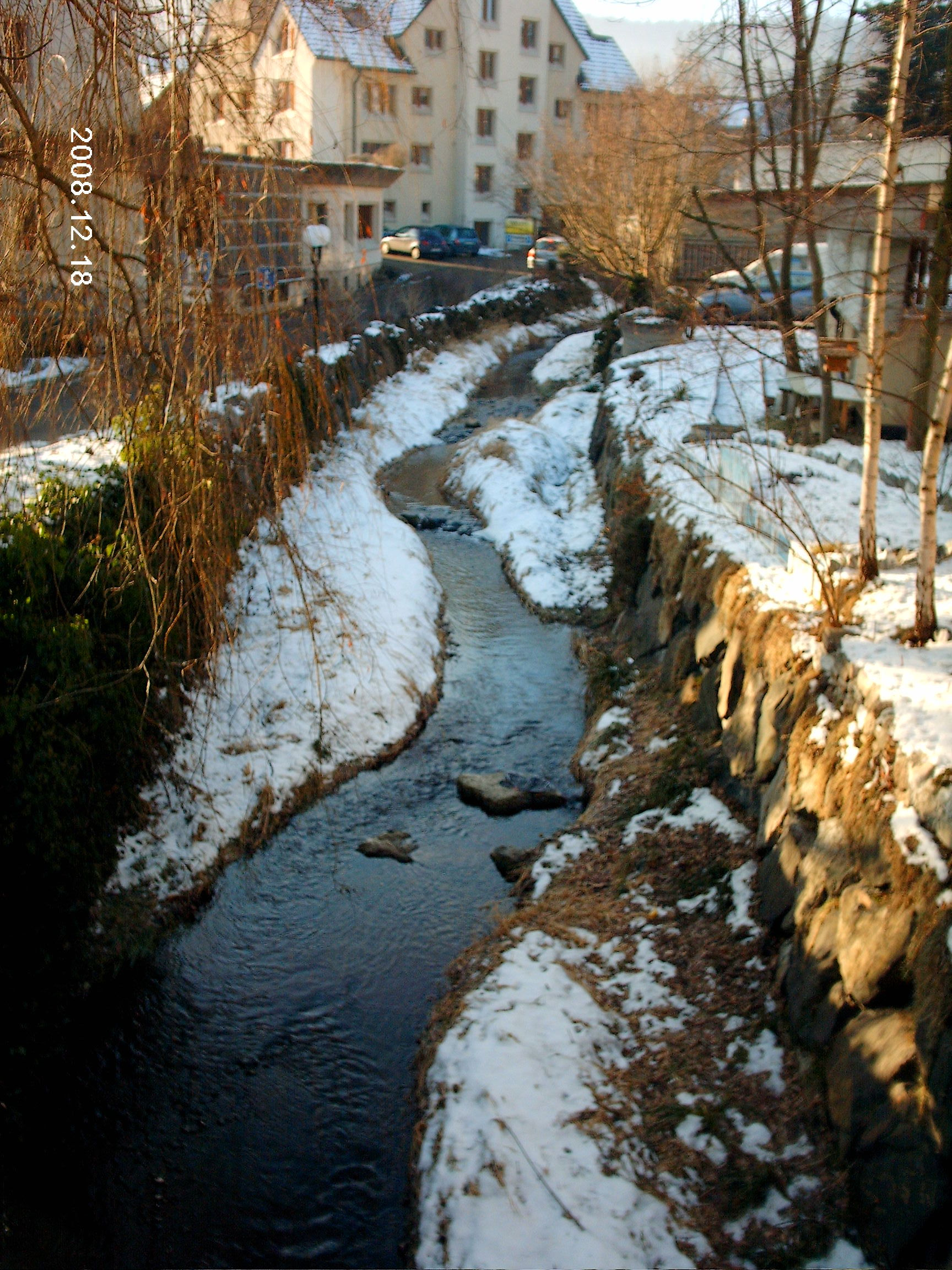
Die Uze im Ortskern von Oberuzwil

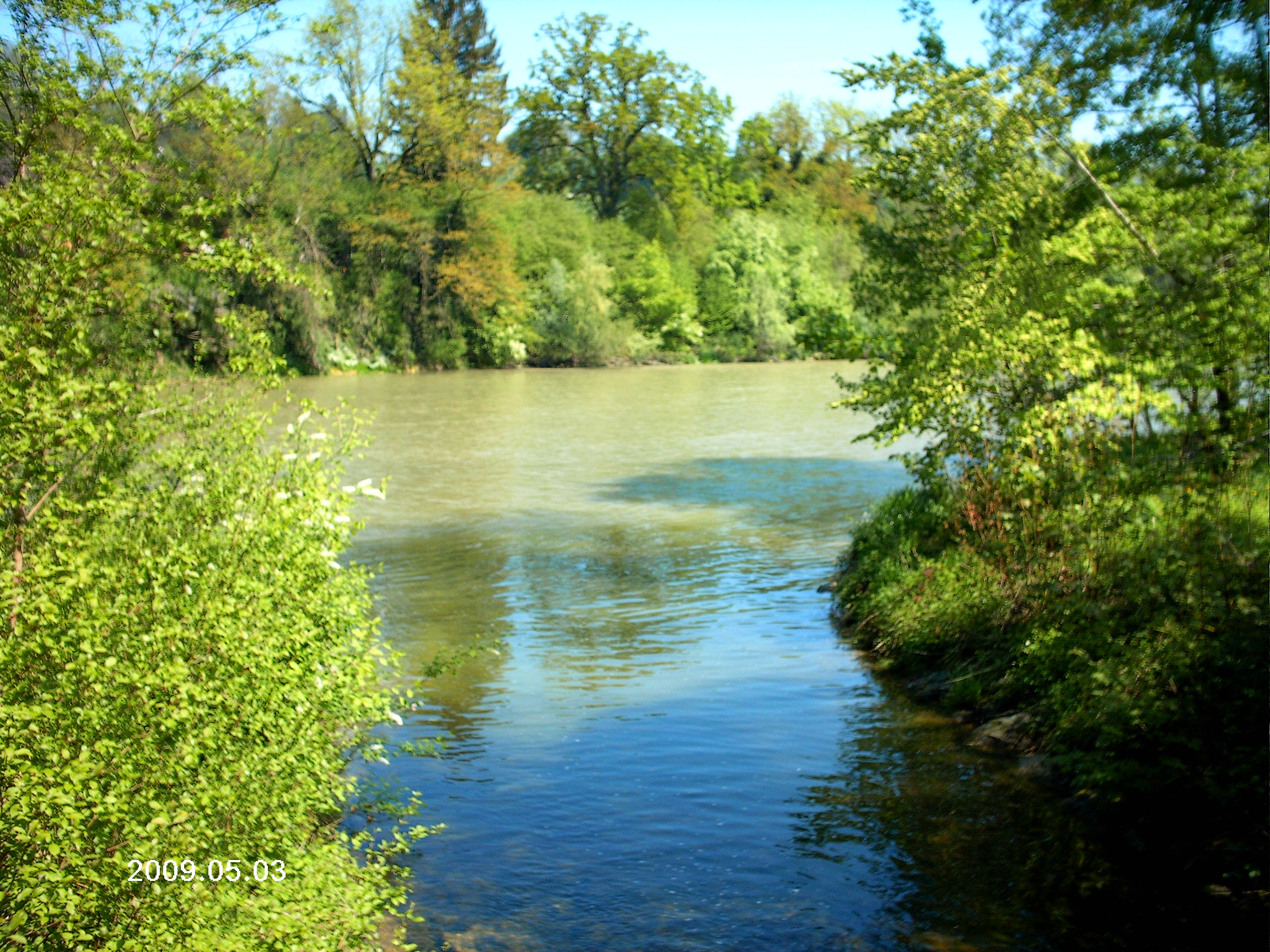
Mündung der Uze in die Thur bei Niederuzwil

- km 0,47 rechts: Unbenannter Nebenfluss (bei Gruebenstrasse, Niederuzwil)
- km 1,55-1,67: Überdeckung (unterhalb Bahnhofstrasse, Niederuzwil)
- km 1,85 rechts: Einmündung Hummelbach (3,0 km lang, entspringt dem Stolzenbergweiher)
- km 1,975-2,125: Überdeckung (unterhalb Gebiet Bühler AG)
- km 2,25-2,4: Überdeckung (unterhalb Gebiet Bühler AG)
- km 2,4: Einmündung Rossmoosbach (Einmündung überdeckt, 1,0 km lang, entspringt dem Weiler Rossmoos)
- km 2,4: Beginn Uzestollen (mündet in die Glatt)
- km 2,73: Einmündung Hueberbach (bei Gemeindegrenze Uzwil/Oberuzwil bei km 0,6: fortan als Buechenbächli bezeichnet; Letzteres 1 km lang und sammelt Wasserverläufe im Gebiet unterhalb Bichwil)
- km 3,16: Gemeindegrenze Uzwil/Oberuzwil
- km 3,57: Abfluss Heerweiher
- km 3,7: Zufluss Heerweiher
- km 4,05 links: Zufluss Fluetkanal (bei km 0,65: fortan als Schorengraben bezeichnet; Letzteres 0,65 km lang und entspringt dem Bettenauer Weiher)
- km 4,4: Beginn Uze von den Zuflüssen Hüppelbach (links) und Lauftenbach (rechts) beim Buechwald in der Nähe des Schwimmbads Oberuzwil
  - Hüppelbach: 2,06 km und entspringt unterhalb des Wildbergs
  - Lauftenbach: 1,3 km lang, aus den Zuflüssen Lindenbach und Gräppelenbach
    - Gräppelenbach: 1,25 km lang und entspringt unterhalb des Eppenbergs
    - Lindenbach: 1,4 km lang und stammt von Quellen aus dem Gebiet Kreienberg